# توماس لانغ (كاتب)
توماس لانغ (بالألمانية: Thomas Lang)‏ هو منتج أسطوانات وكاتب أغاني وكاتب سيناريو نمساوي، ولد في 5 أغسطس 1967 في فيينا في النمسا.

## وصلات خارجية
- توماس لانغ على موقع IMDb (الإنجليزية)
- توماس لانغ على موقع ميوزك برينز (الإنجليزية)
- توماس لانغ على موقع أول ميوزيك (الإنجليزية)
- توماس لانغ على موقع ديسكوغز (الإنجليزية)